# Slovo roku
Slovo roku ve smyslu výraz roku je typ ankety či rozhodnutí odborné poroty, která vybírá slovo či výraz, který je typický v daném jazyku pro uplynulý rok či který definuje onen rok. Často se jedná o neologismy či o slangová slova, která ale často díky rozšířenému či posunutému používání získají nový význam a stávají se trvalejší součástí veřejné komunikace.

## Slovo roku v USA
Ve USA vyhlašuje slovo roku například organizace American Dialect Society.
Slova roku v jednotlivých letech:
- 1990: bushlips (podle bullshit, jako odkaz na slib prezidenta George H. W. Bushe z roku 1988 Read my lips: no new taxes, který nebyl dodržen)
- 1991: The mother of all... (podle výroku Saddáma Husajna o Mother of all battles, matce všech bitev)
- 1992: Not! (ve smyslu just kidding)
- 1993: information superhighway
- 1994: cyber, morph (změnit podobu)
- 1995: Web nebo to newt (podle chování Newta Gingriche)
- 1996: mom (například soccer mom)
- 1997: millennium bug
- 1998: e- (podle složenin jako e-mail)
- 1999: Y2K
- 2000: chad (podle kontroverzních děrovacích volebních lístků na Floridě při prezidentských volbách v roce 2000)
- 2001: 9-11
- 2002: weapons of mass destruction
- 2003: metrosexual
- 2004: red state, blue state, purple state (podle označování stranické orientace jednotlivých států USA během prezidentských voleb v roce 2004)
- 2005: truthiness (odkaz na výraz používaný v satirickém pořadu The Colbert Report)
- 2006: plutoed (ve smyslu snížit význam, devalvovat, po vzoru revize statusu planety Pluto)
- 2007: subprime (podle Subprime market jako přídavné jméno označující riskantní, méně optimální půjčku, hypotéku či investici)
- 2008: bailout (podle záchranných vládních balíčků)
- 2009: tweet (podle sociální sítě Twitter)
- 2010: app (podle mobilních aplikací, zejména App Store)
- 2011: occupy (podle hnutí Occupy Wall Street a dalších analogických protestů)
- 2012: hashtag
- 2013: because (because, česky protože, v nové funkci uvozující podstatné nebo přídavné jméno, because reasons, because awesome)
- 2014: #blacklivesmatter (hashtag hnutí Black Lives Matter)
- 2015: they (jako singulár, genderově neutrální zájmeno zejména jako označení ostatních pohlaví s "nebinární genderovou identitou")
- 2016: dumpster fire (označení katastrofální chaotické situace)
- 2017: fake news
- 2018: tender age shelter (eufemismus pro detenční zařízení pro děti ilegálních imigrantů)
- 2019: pronouns (v souvislosti s diskusí o možností volby osobního zájmena pro pohlaví, he/she)
- 2020: Covid (v souvislostí s pandemií covidu-19)
- 2021: vax
- 2022: goblin mode
- 2023: rizz
- 2024: brain rot

## Slovo roku v Německu
V Německu vyhlašuje Slovo roku organizace Gesellschaft für deutsche Sprache, ovšem významově bližší je současně vyhlašovaná kategorie Ne-slovo roku (Unwort des Jahres), která podobně jako v Slovo roku v USA nebo ČR zahrnuje novotvary, které vyvolávají negativní konotace, jsou myšleny ironicky, nebo přehnaně eufemisticky. Například výrazy Diätenanpassung (1995), tj. „úpravu diet“ pro zvyšování poslaneckých platů; national befreite Zone (2000), tj. „osvobozené národní území“ pro ulice a čtvrti „vyčištěné“ od cizinců; freiwillige Ausreise (2006) „dobrovolné vycestování“ pro vynucený odjezd zahraničních uprchlíků, biodeutsch (2024), tj. „biologicky německý“ pro obyvatele, kteří nemají původ v cizině, atd.

## Slovo roku v Česku
V Česku vyhlašuje slovo roku například deník Lidové noviny na základě veřejné ankety.

### Slovo roku podle Lidových novin
Slova roku v jednotlivých letech podle Lidových novin:
- 2006: šibalové (podle slova použitého politikem Jiřím Paroubkem v souvislosti s debatou o politické korupci)
- 2007: blob (podle zamýšlené budovy Národní knihovny na Letné)
- 2008: poplatky (podle nově zavedených poplatků v českém zdravotnictví)
- 2009: rychlostudent (podle kauzy rychle získaných akademických titulů na Fakultě právnické Západočeské univerzity)
- 2010: fotovoltaika (podle finančně nezvládnutého rozmachu solárních elektráren)
- 2011: odklonit (Bývalý ministr Martin Kocourek použil na podzim 2011 v souvislosti s kauzou, která nakonec ministra stála křeslo, slovo odklonit. Toto sloveso je jinak běžně používaným českým výrazem, ovšem ministr ho použil v novém či málo známém kontextu: odklonit peníze od někoho.[2])
- 2012: metanol (V září 2012 propukla v Česku série metanolových otrav, která si pak do prosince 2012 vyžádala téměř 40 obětí, vedla k dočasné prohibici na prodej tvrdého alkoholu.[3]), v hlasování čtenářů slovem roku zlojed (Výraz užívaný od dubna 2012 podnikatelem a aktivistou Karlem Janečkem, původně ve variantě zjed, coby označení pro prospěcháře, kteří „vysávají státní kasu bez ohledu na následky pro společnost.“[3][4])
- 2013: viróza (Výraz použitý Kanceláří prezidenta ČR jako vysvětlení vrávorání prezidenta Miloše Zemana u korunovačních klenotů.[5]) Podle redakce Lidových novin je slovem roku výraz realizace, v souvislosti s policejním zásahem na úřadu vlády.[6]
- 2014: pussy, výraz, který použil prezident Miloš Zeman v rozhlasovém pořadu Hovory z Lán při komentování skupiny Pussy Riot byl slovem roku podle hlasování čtenářů Lidových novin.[7] Podle redakce Lidových novin je slovem roku výraz sankce, používané v průběhu celého roku v souvislosti s anexí Krymu a válkou na východní Ukrajině.[8]
- 2015: uprchlík byl slovem, které zvolili čtenáři LN jako slovo roku s velkým náskokem (51% hlasů). Reagovali tím na migrační krizi, která vrcholila v létě roku 2015.[9] Podle redakce Lidových novin je slovem roku výraz islám[6]
- 2016: pražská kavárna, byl výraz, hlasováním vybrali čtenáři LN.[10]Podle redakce Lidových novin je slovem roku výraz EET[6]
- 2017: sorry jako, výraz kterým ministr financí Andrej Babiš dal najevo, že nebude novinářům sdělovat své příjmy, vybrali hlasováním čtenáři LN. Redakce LN vybrala termín Antibabiš, což byla strategie některých politických stran, které se vymezovaly vůči hnutí ANO ve sněmovních volbách.[11]
- 2018: Rambohafík, jméno pudla ministryně obrany Karly Šlechtové, kterého si ministryně vyfotila u hrobu Neznámého vojína na Vítkově a spustila tak lavinu negativních a posměšných reakcí, vybrali hlasováním čtenáři LN. Redakce LN vybrala slovo sucho.[12]
- 2019: motýle, slovakismus, který použil premiér Andrej Babiš v květnovém projevu před česko-německou obchodní komorou, vybrali hlasováním čtenáři LN. Redakce LN vybrala slovo klima, které světovými médii rezonovalo hlavně v souvislosti s Klimatickým summitem OSN.[13]
- 2020: lockdown, byl výraz, který hlasováním vybrali čtenáři LN. Redakce LN vybrala slovo Covid-19.[14]
- 2021: vakcína byl výraz, který vybrali čtenáři i redakce LN.[6]
- 2022: dezoláti byl výraz, který hlasováním vybrali čtenáři LN. Redakce LN vybrala slovo válka.[15]
- 2023: Nutella byl výraz, který hlasováním vybrali čtenáři LN. Redakce LN vybrala slovo zdražování.[16]